# Гилини, Томмазо Мария
Томмазо Мария Гилини (итал. Tommaso Maria Ghilini; 5 августа 1718, Алессандрия, Савойское герцогство — 3 апреля 1787, Турин, Сардинское королевство) — итальянский куриальный кардинал и доктор обоих прав. Титулярный архиепископ Родоса с 18 июля 1763 по 1 июня 1778. Апостольский нунций во Фландрии с 30 июля 1763 по 20 сентября 1775. Секретарь Священной Конгрегации Священной Консульты с ноября 1775 по 1 июня 1778. Кардинал-священник с 1 июня 1778, с титулом церкви Сан-Каллисто с 20 июля 1778 по 17 февраля 1783. Кардинал-священник с титулом церкви Санта-Мария-сопра-Минерва с 17 февраля 1783.